# Zoocoria
Zoocoria é o processo em que ocorre a dispersão de sementes por animais. Essa relação entre animais e plantas é um tipo de mutualismo, no qual as plantas têm suas sementes disseminadas para locais distantes da planta-mãe, aumentando as chances de se estabelecerem, enquanto os animais são alimentados pelos frutos. Essa dispersão pode acontecer de diversas maneiras: a endozoocoria é o processo no qual ocorre a ingestão da semente pelos animais, passando pelo canal digestivo sem sofrer danos a sua capacidade germinativa, sendo dispersas quando o animal defeca; na epizoocoria ocorre um transporte passivo das sementes a partir da região externa do animal através da adesão nos pelos e na pele; a sinzoocoria é o processo onde sementes são coletadas, transportadas e armazenadas pelos animais, para consumirem futuramente, porém, nesse processo algumas não são consumidas e conseguem germinar. Por fim, a estomatocoria é quando a semente é coletada e transportada na boca dos animais, porém, nesse processo algumas acabam sendo derrubadas e dispersadas.
Além do tipo de dispersão, há subtipos de zoocoria, que se relacionam com o grupo de animais que o realizam, sendo a ornitocoria realizada por pássaros, antropocoria por humanos, mamaliocoria por mamíferos, saurocoria por répteis, ictiocoria por peixes e mirmecocoria por formigas.

## Ornitocoria

### Definição
A ornitocoria é o fenômeno de dispersão de um organismo ou propágulo (sementes, frutos, esporos) realizado por aves. Essa dispersão pode ocorrer através do carregamento do fruto pela ave até um local distante da planta mãe (estomatocoria) ou, principalmente, pela alimentação da ave, que ao comer um fruto, expele as sementes em um local distante (endozoocoria).

### Importância ecológica

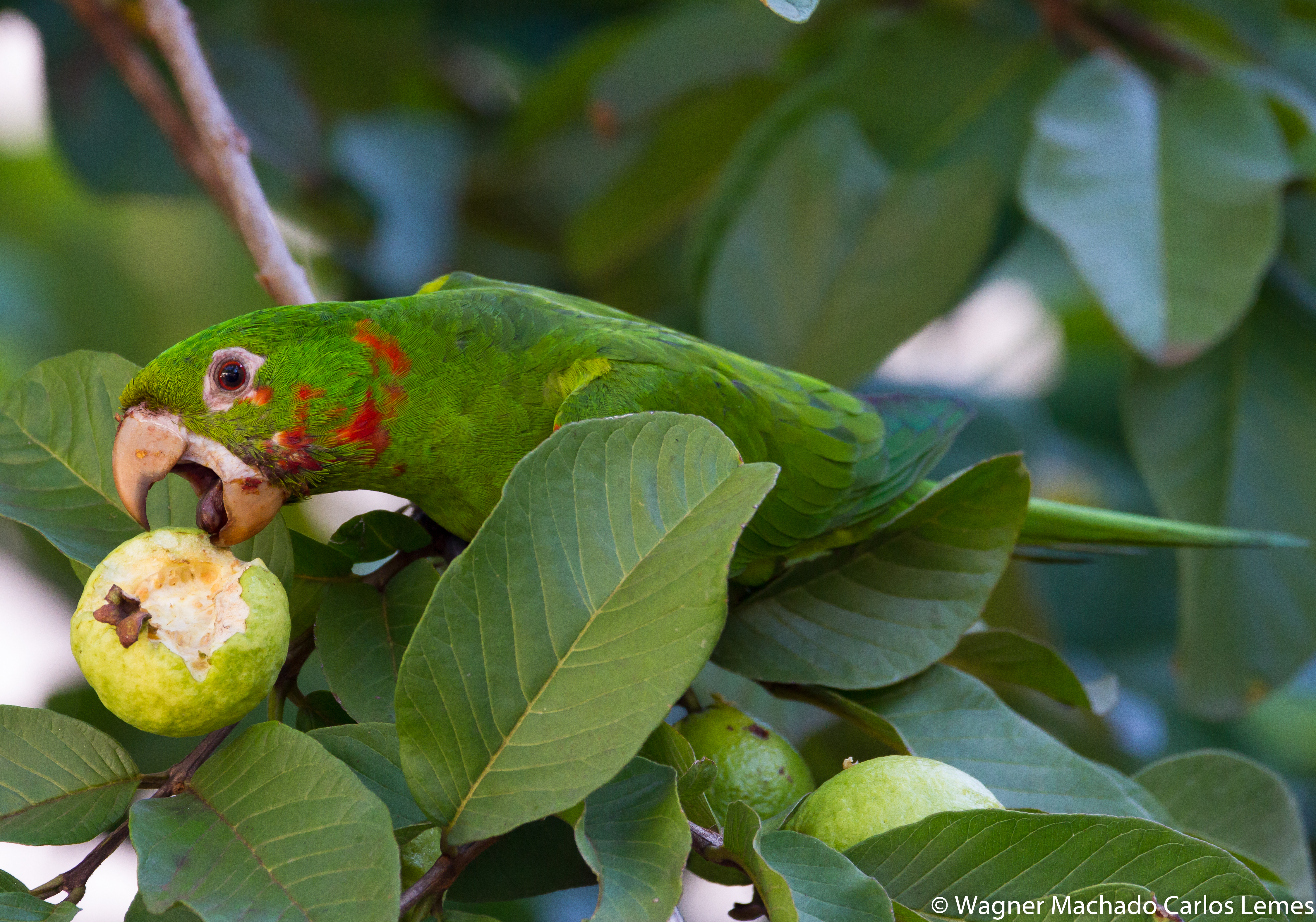
Fig. 1: Psitacídeo se alimentando de fruto de goiaba (Psidium guajava)

As aves possuem uma importância muito grande na dispersão de sementes de plantas angiospermas em todo o mundo, especialmente nas florestas tropicais. Sua grande diversidade e a alta frequência de frugívora neste grupo de animais, além da sua capacidade de voo, que permite grandes deslocamentos geográficos, faz com que a dispersão de sementes ocorra de maneira altamente eficaz . Esses animais podem explorar uma ampla variedade de espécies de plantas em busca de frutos e sementes. Nos neotrópicos, as aves se alimentam de frutos de até 3 cm, sendo as principais dispersoras destes . Quase 90% das espécies de árvores apresentam adaptações para dispersão zoocórica, sendo grande parte efetuada por aves, que influenciam na distribuição geográfica e tamanho populacional de seus indivíduos . Na mata atlântica brasileira, por exemplo, 40% das espécies de árvores dependem exclusivamente da ornitocoria para sua dispersão .

### Exemplos
Para as plantas da família Myrtaceae, as aves representam os principais dispersores de sementes. Os frutos do gênero Psidium, das goiabas e araçás, possuem polpa atrativa e sementes pequenas que são ingeridas pelas aves e expelidas longe da planta-mãe  (Fig. 1).
As plantas do gênero Miconia, as pixiricas, também possuem frutos carnosos e coloridos com sementes pequenas que são dispersas principalmente por aves .
As embaúbas (Cecroppia sp.) também são fortemente beneficiadas pela dispersão ornitocórica de suas sementes (Fig. 2).

## Mamaliocoria

### Definição
Corresponde à dispersão de sementes (ou frutos) por mamíferos. Essa dispersão pode ocorrer através do carregamento do fruto para um local longe da planta que o originou, através do enterramento deste pelo animal (que o esconde para comer depois e acaba se esquecendo), ou através da ingestão e posterior evacuação da semente. No Brasil, existem inúmeras espécies de mamíferos dispersoras de sementes, como, por exemplo, o lobo-guará, cachorro-do-mato, bugios, muriquis, macacos-prego, antas, cotias, fuinhas, gambás e morcegos.

### Importância ecológica
Mamíferos apresentam, em geral, extensas áreas de vida, ou seja, ocupam e deslocam-se por grandes distâncias cotidianamente, e retém o alimento por bastante tempo no intestino, permitindo que ele possa ser evacuado ainda mais longe do local de origem. Dessa maneira, eles são considerados um grupo chave para a dispersão à longa distância , permitindo que as plantas possam colonizar e crescer em diferentes habitats . As plantas possuem uma variedade de características distintas que atraem mamíferos específicos.

### Exemplos
Lobo-guará (Chrysocyon brachyurus) e a lobeira (Solanum lycocarpum), no Cerrado: O lobo-guará é uma espécie típica do cerrado e é endêmico da América do Sul. É um mamífero onívoro e uma de suas principais fontes vegetais de alimentação é o fruto suculento da lobeira, uma árvore da família do tomateiro (Solanaceae). O lobo-guará costuma comer a fruta por inteiro e, após a sua digestão, evacuar as sementes, o que auxilia na dispersão da espécie (Fig. 3).

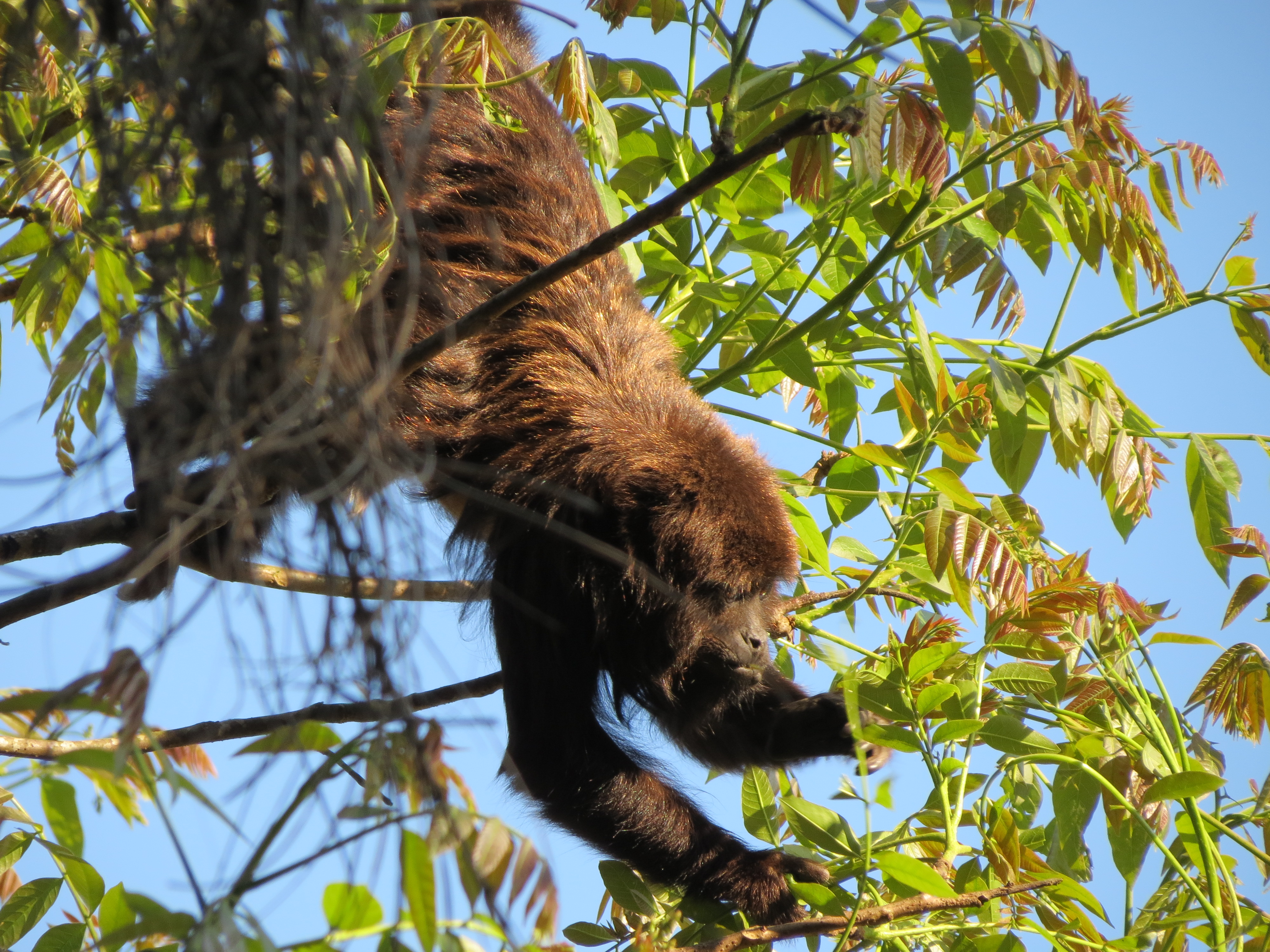
Fig. 4: Bugio-ruivo buscando alimento

Bugio (Alouatta guariba), espécies vegetais da Mata Atlântica e besouro-do-esterco (Scarabaeinae): Os bugios são grandes primatas da Mata Atlântica conhecidos por se alimentarem de diferentes espécies de folhas e frutos. Após alimentarem-se de um fruto, esses primatas evacuam no chão, muitas vezes longe das árvores em que se alimentaram, e suas fezes são carregadas por besouros-do-esterco, um grupo de besouros coprófagos que auxiliam na ciclagem de matéria orgânica. Dessa forma, as sementes ingeridas e evacuadas pelos bugios são carregadas para locais ainda mais longe de onde eles se alimentaram, auxiliando na dispersão dessas espécies vegetais.
Vale ressaltar que, desde 2010, o projeto REFAUNA, criado por biólogos da UFRJ, tem trabalhado pela restauração das interações ecológicas na Mata Atlântica, através da reintrodução de diversas espécies animais que estavam desaparecidas na região. Em 2017, bugios foram reintroduzidos no Parque Nacional da Tijuca e, em apenas 18 meses, se alimentaram de pelo menos 21 espécies vegetais e suas dejetos foram carregadas por 25 besouros diferentes, demonstrando o impacto positivo dessa interação .

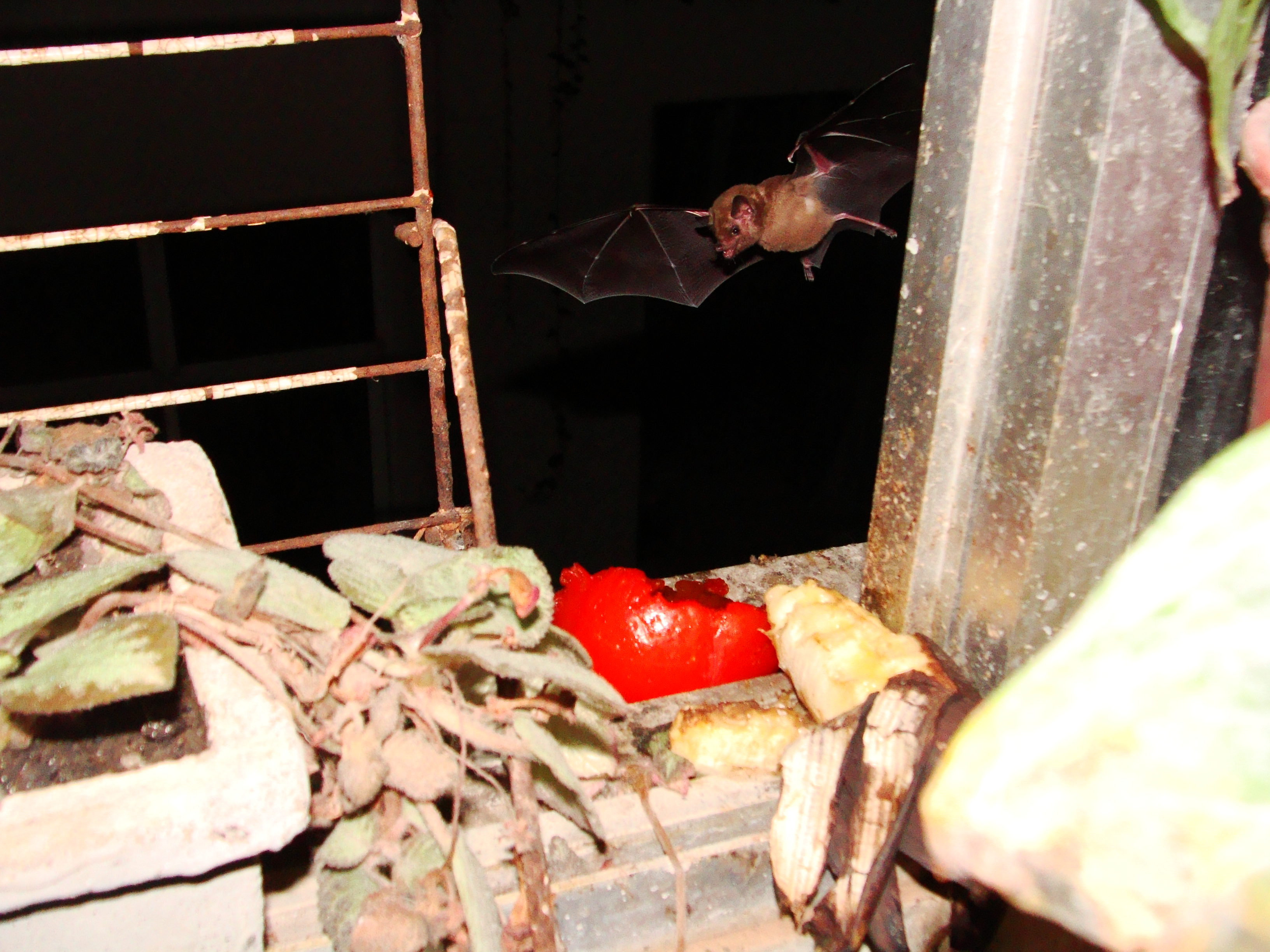
Fig. 5: Morcego frugívoro se aproximando de fruto de caqui

### Quiropterocoria: dispersão de sementes por morcegos (Fig. 5)
Morcegos (Phyllostomidae, Chiroptera) e figueiras (Ficaceae) na Amazônia: os morcegos são importantes dispersores de sementes. Ao contrário do que o senso comum muitas vezes pensa, apenas 3 das quase 1000 espécies de morcegos são hematófagas, enquanto grande parte deles são frutíferos. Um exemplo de dispersão realizada por morcegos consiste na sua dispersão de sementes de figos na Amazônia. As figueiras são espécies envolvidas nos primeiros estágios de sucessão ecológica, ou seja, envolvidas na colonização de um ambiente novo e/ou degradado. Nesse sentido, os morcegos ingerem os figos e, ao evacuarem, liberam as sementes que darão origem a novas figueiras, auxiliando nesse processo .

## Antropocoria

### Definição
A antropocoria é o fenômeno de dispersão de um organismo ou propágulo (sementes, frutos, esporos) realizado por humanos. O fenômeno pode ocorrer através da ingestão humana de frutos, cujas sementes podem passar intactas pelo sistema digestivo e são lançadas no ambiente em um local diferente da origem através da evacuação (endozoocoria, geralmente ocorrendo com plantas com sementes pequenas), ou através de transporte ativo de frutos de locais de coleta até locais de alimentação ou assentamentos, onde diversas sementes são descartadas intactas no ambiente (exozoocoria, podendo acontecer com plantas de sementes grandes ou pequenas).

### Importância ecológica
Existem evidências arqueológicas, datadas da pré-história (antes de 3500 a.c.), de que frutos fazem parte da alimentação humana há muito tempo. Sendo grandes mamíferos, humanos possuem capacidade de ingerir desde frutos e sementes pequenas, até medianas e grandes. Com a extinção de grande parte da megafauna sul-americana no quaternário, muitas espécies de plantas com frutos grandes e medianos passaram a ser dispersos principalmente por populações humanas, já que aves e pequenos mamíferos não possuem capacidade de se alimentar destes. Essa interação com plantas que possuem sementes grandes provoca dispersão e auxilia na manutenção de populações de diversas espécies vegetais.
Existem formações vegetais, localizadas próximas de assentamentos de povos originários da América do Sul, com grandes populações de diversas espécies vegetais consumidas por eles. Nessas áreas ocorre descarte de frutos e sementes coletados e não consumidos por esses humanos, que então germinam e geram novos indivíduos adultos. Essas áreas são chamadas de “florestas oligárquicas” ou “florestas antrópicas”. Ainda hoje, populações de povos tradicionais representam importantes fatores de dispersão para diversas espécies de plantas frutíferas.

### Exemplos
Nas florestas tropicais da América do Sul, especialmente na Amazônia e Mata Atlântica, plantas da família Myrtaceae são muito consumidas por populações humanas tradicionais, sendo muito encontradas nas florestas antrópicas.
Além delas, diversas palmeiras, como o açaí (Euterpe oleraceae), são muito dispersas por humanos.
Também é relatado que árvores da família Sapotaceae, como o abiú (Pouteria caimito) são frequentemente dispersadas por humanos. 

## Saurocoria

### Definição
Saurocoria é a relação mutualística entre répteis e plantas por meio da dispersão de sementes. Os répteis, juntamente aos peixes, foram os primeiros vertebrados a interagirem com plantas possuidoras de sementes  . Apesar disso, outros grupos de animais estabeleceram relações mais eficientes quanto a esse processo.
Acredita-se que cerca de 1 a 3% das espécies de lagartos podem ser consideradas herbívoras, possuidoras de especializações para a digestão de partes da planta, como folhas e o caules ; além disso, as partes mais consumidas pelos lagartos são as flores e os frutos, provavelmente pela menor quantidade de fibras e maior facilidade na digestão .

### Importância ecológica
O baixo percentual de espécies de lagartos herbívoros não retira sua importância como dispersores de sementes: podem realizar dispersão de sementes entre 5m e 200m de distância da planta-mãe, depositar grandes quantidades de sementes em locais favoráveis a germinação, além de estarem relacionados à manutenção de espécies ameaçadas.
As famílias Gekkonidae, Scincidae, Iguanidae, Lacertidae, Varanidae, Tropiduridae e Teiidae contém grende parte das espéices de lagartos que se alimentam de frutos e sementes. No entanto, é difícil estabelecer relações de saurocoria por meio da literatura, visto que é utilizado, de forma genérica, a expressão “item vegetal” quanto à dieta dos lagartos, o que pode englobar folhas, frutos, sementes e flores. Além disso, listas sobre a dieta que relatam o consumo de sementes e frutos não se preocupam em estabelecer níveis de identificação das espécies vegetais.
Estudos apontam que as condições ambientais relacionadas a ilhas, montanhas altas e regiões áridas sejam fatores relacionados a maiores taxas de saurocoria. Nesses locais é possível observar uma baixa disponibilidade de artrópodes, somada a um baixo risco de predação e a existência de lagartos de grande porte pré-adaptados à ingestão de plantas.

### Exemplos

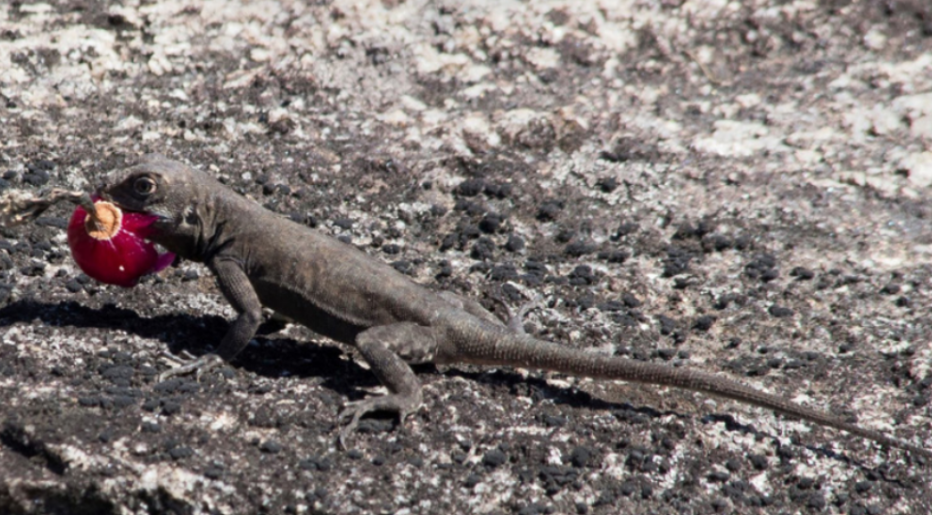
Fig. 6: Lagarto carregando fruto de cacto

Como exemplo, tem-se os lagartos Tropidurus cocorobensis e Cnemidophorus ocellifer (calanguinho listrado) como importantes dispersores de M. glaucescens e M. paucispinus, ambas cactáceas encontradas na região da Chapada Diamantina (Bahia). Observou-se que as sementes dessas plantas, apesar de não perderem a dormência, mantiveram-se intactas no trato digestivo desses animais, sendo dispersadas para longe da planta-mãe. Além disso, na região da Caatinga, pode-se observar o consumo de sementes de imburana (Commiphoral eptophloeos) por Tropidurus semitaeniatus, lagarto endêmico dessa região.
Por fim, tem-se a importante relação entre duas espécies consideradas vulneráveis pelo Livro Vermelho da Fauna Brasileira Ameaçada de Extinção (2018): o Lagarto de Lava (Tropidurus hygomi) e a cactácea Melocactus violaceus, ambas endêmicas do Brasil e presentes na região nordeste do país. Além de se alimentar, visto que essas plantas oferecem uma fonte hídrica e nutricional, o Lagarto de Lava também se utiliza da cactácea para regular a temperatura corporal em habitats abertos.

## Ictiocoria

### Definição

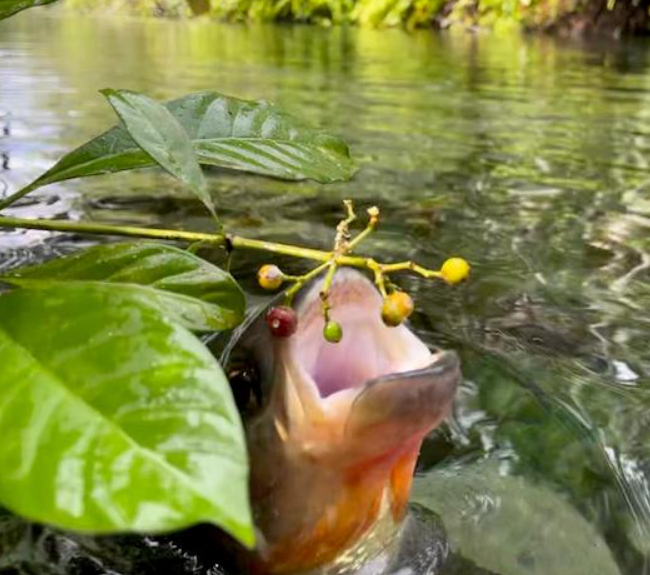
Fig. 7: Peixe se alimentando de frutos

Entende-se por Ictiocoria a relação mutualística de dispersão de sementes por peixes. Pode-se observar essa relação principalmente em ambientes alagáveis, como planícies aluviais e florestas de igapó, onde a dispersão de sementes é de extrema importância para a manutenção da biodiversidade . Durante o período de cheia desses ambientes, torna-se possível o deslocamento das espécies de peixes entre a vegetação, somado a uma maior disponibilidade de frutos para frugivoria.

### Importância ecológica
Estudos apontaram que animais maiores carregam uma maior quantidade de sementes inteiras no trato digestório . Esse fato torna-se alarmante quando relacionado a manutenção da biodiversidade local, visto que há espécies vegetais, como Bactris glaucescens (“tucum”, planta típica da região do Pantanal), que são estritamente relacionadas a certos peixes, como o pacu, e que animais grandes (maiores que 45 cm) são os permitidos para captura e exploração. Assim, o aumento da caça das espécies de pacu influencia diretamente na dispersão de e propagação do tucum no Pantanal.

### Exemplos
É possível observar a presença de sementes e frutos inteiros no trato digestório de peixes, como no Piaractus mesopotamicus, conhecido como Pacu-caranha ou Pacuguaçu, presente principalmente no Pantanal Mato-Grossense.
Outro exemplo encontrado é a dispersão a longa distância de Astrocaryum januari por peixes nos igapós do Rio Negro, na Amazônia Brasileira. Foi observado que os frutos boiando na água apodreciam, impossibilitando a dispersão por hidrocoria. Já quando presentes do sistema digestório de peixes, tornavam-se passíveis de germinação após a eliminação.

## Mirmecocoria

### Definição

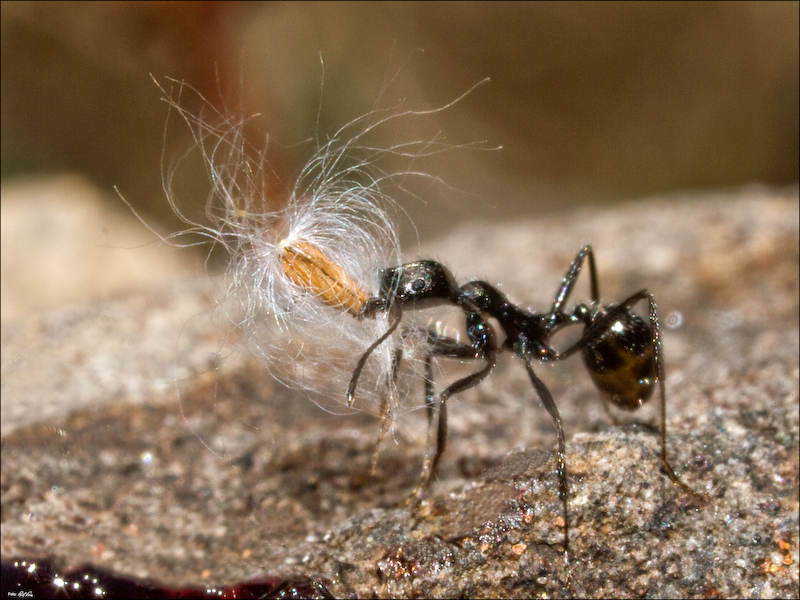
Fig. 9: Formiga transportando semente

A mirmecocoria é o processo de dispersão de sementes realizado por formigas (Hymenoptera; Formicidae). No geral, nas espécies que ocorrem esse tipo de relação, a planta produz uma estrutura chamada elaiossomo, que atrai as formigas, e permite a realização de um ancoramento, para então transportá-las até o formigueiro .

### Importância ecológica
Enquanto a formiga realiza o transporte, a semente pode ser solta no caminho, e germinar em um novo local. As que conseguem chegar no ninho das formigas, somente seu elaiossomo é consumido, e o restante é dispensado nas proximidades do formigueiro, que é um local rico em matéria orgânica e nutriente, permitindo a germinação da semente . No geral, a distância que a formiga transporta a semente é relativamente curta, aproximadamente 20 metros, porém, nesse processo ela propicia a diminuição da predação das sementes; diminuição da competição entre as sementes próximas à planta-mãe; em locais de alta seca, e que possuem constantes incêndios, protege a semente do fogo.

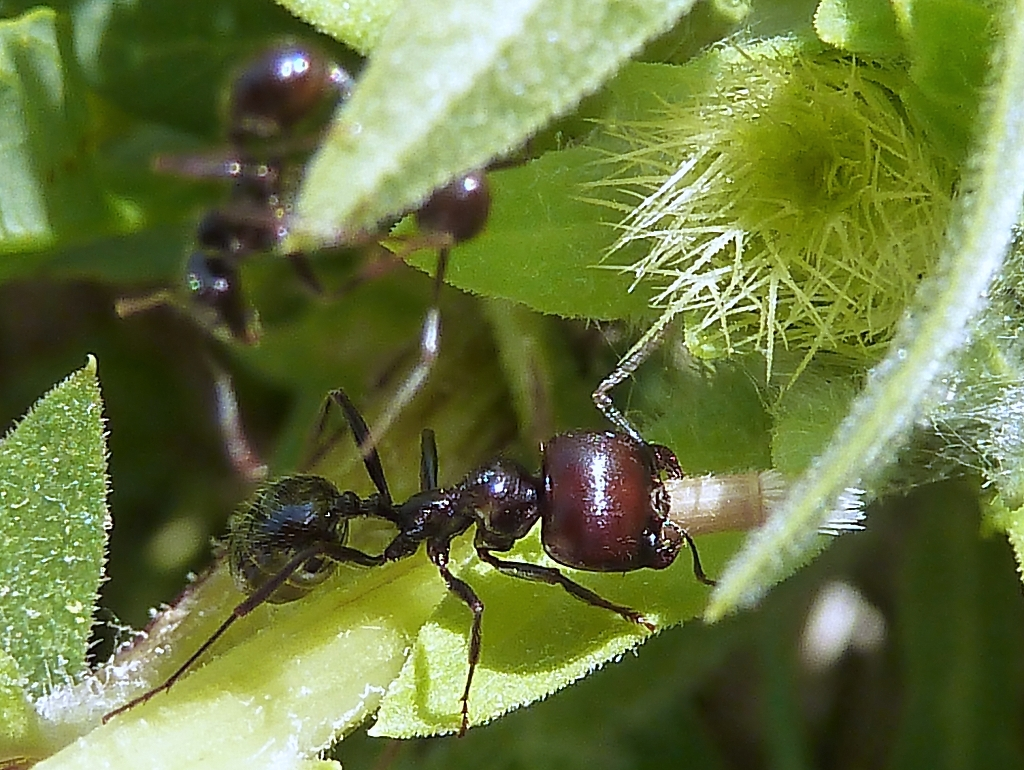
Fig. 10: Formiga transportando fruto com elaiossomo

### Exemplos
A ocorrência de mirmecocoria é registrada principalmente nas regiões com solo mais pobre da África, Austrália e América do Norte, porém há estudos dessa relação no Cerrado brasilerio no qual o gênero de formiga Attini realiza a dispersão de diversas plantas, como por exemplo das plantas da família Euphorbiaceae e Myrtaceae .